# Pristidae
Pristidae é a única família da ordem Pristiformes e compreende espécies vulgarmente conhecidas como peixes-serra. A sua característica principal é a maxila muito alongada, com dentes iguais colocados regularmente nos bordos exteriores. Esta característica é semelhante à dos tubarões-serra, da ordem Pristiophoriformes, mas os peixes-serra, como todos os batoides, têm a cabeça achatada dorsiventralmente, com as fendas branquiais na face ventral. Atingem grandes tamanhos e são ovovivíparos. Eles estão entre os maiores peixes com algumas espécies atingindo comprimentos de cerca de 7–7,6 m.

## Habitat
Os peixes-serra são encontrados em áreas costeiras tropicais e sub-tropicais de todos os oceanos. São encontrados também nas baías e nos estuários. São demersais e alimentam-se de pequenos peixes e crustáceos.

## O nome
Os nomes "serra" e "peixe-serra" são também usados vulgarmente para espécies do género Scomberomorus, da família dos atuns. Tubarão-serra é o nome vulgar duma outra ordem de peixes cartilagíneos, os Pristiophoriformes.